# ミートローフ (歌手)
ミートローフ（Meat Loaf、1947年9月27日 - 2022年1月20日）は、アメリカ合衆国のロック・シンガーである。約60年間にわたるキャリアの中で、歌手としては1億枚以上のアルバムを売り上げ、俳優としての代表作には1999年にカルト的人気を博した映画『ファイト・クラブ』をはじめ65作以上の映画に出演した。

## 来歴
本名をマーヴィン・リー・アーディー（Marvin Lee Aday）と言い、テキサス州ダラスに生まれる。少年時代はアメリカンフットボールで鳴らし、タックルが得意だったことから、現在のニックネームとなるミートローフという名がつく。
1960年代はロック・ミュージカル『ヘアー』に出演したりなどしていたが（役名は不明）、1971年にモータウンのサブ・レーベル「レア・アース」からアルバム『Stoney & Meatloaf』でデビューする。
1970年代前半は主に俳優として活動し、オフ・ブロードウェイのミュージカル『Rainbow (in New York)』や、ジム・スタインマンが音楽を担当したミュージカル『More Than You Deserve』に出演。また、映画『ロッキー・ホラー・ショー』（1975年）にも出演した。
1976年、テッド・ニュージェントのアルバム『ハード・ギター爆撃機 (Free-for-All)』にボーカリストとして参加。
1977年に、ジム・スタインマンの作詞・作曲、トッド・ラングレンのプロデュースによるアルバム『地獄のロック・ライダー』を発表し、全米および全英チャートで長い年月にわたってチャートにランクインされ（イギリスでは9位、アメリカでは14位）、起死回生の作品となった。またこのアルバムからシングルカットされた、「66％の誘惑 (Two Out Of Three Ain't Bad)」もビルボードのシングルチャートの11位を記録するヒットとなる。『地獄のロック・ライダー』は、2005年には世界で最も売れたアルバムCDの6位（3700万枚）となって、その後も売り上げを伸ばしている。販売総数は約4300万枚とされ、史上最も売れたアルバムの一つとされる。
その後、スタインマンとの不和が生じるが、以後も彼の手による曲を次々とリリース。
1993年にはアルバム『地獄のロック・ライダーII〜地獄への帰還』を発表、今度はビルボード誌のアルバムチャートで1位を獲得、シングルカットされた「愛にすべてを捧ぐ (I'd Do Anything For Love (But I Won't Do That))」も全米シングルチャート1位を記録し、1993年のグラミー賞を受賞した。
1999年にはデヴィッド・フィンチャー監督、ブラッド・ピット、エドワード・ノートン主演の映画『ファイト・クラブ』に、ロバート"ボブ"ポールスン役で出演。その他、映画『マイ・フレンド・メモリー』にも出演。俳優として活躍の場を広げた。
2022年1月20日、死去。74歳没。新型コロナウイルスに感染していたと報道されている。

## 評価
「Q誌の選ぶ歴史上最も偉大な100人のシンガー」において第90位。
『地獄のロック・ライダー』などの曲のタイトルやCDのジャケットはヘヴィメタルを連想させるが、堂々たる体躯から繰り出させられる力強いボイスとジム・スタインマンのピアノ、様々な演奏やコーラスからロック・オペラと紹介されている。

## プライベート
前妻との娘、パール・アーディーはスラッシュメタルバンド、アンスラックスのギタリストのスコット・イアンの妻である。

## ディスコグラフィ

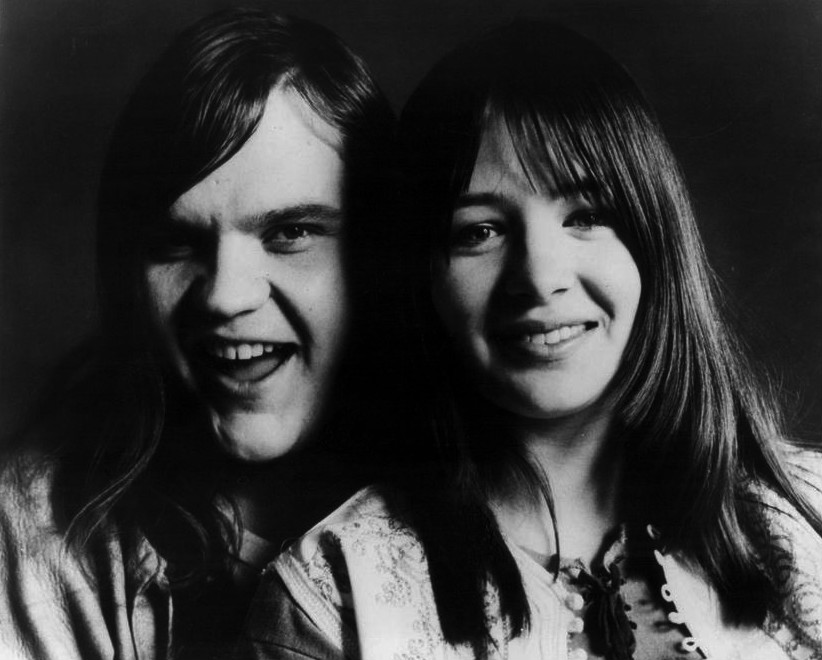
en:Stoney & Meatloaf (band)

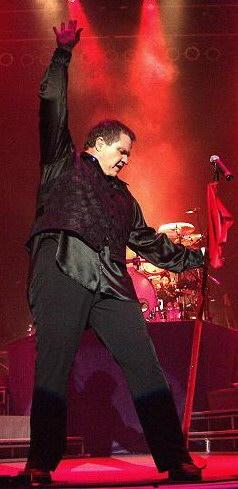
ミートローフ（2004年）

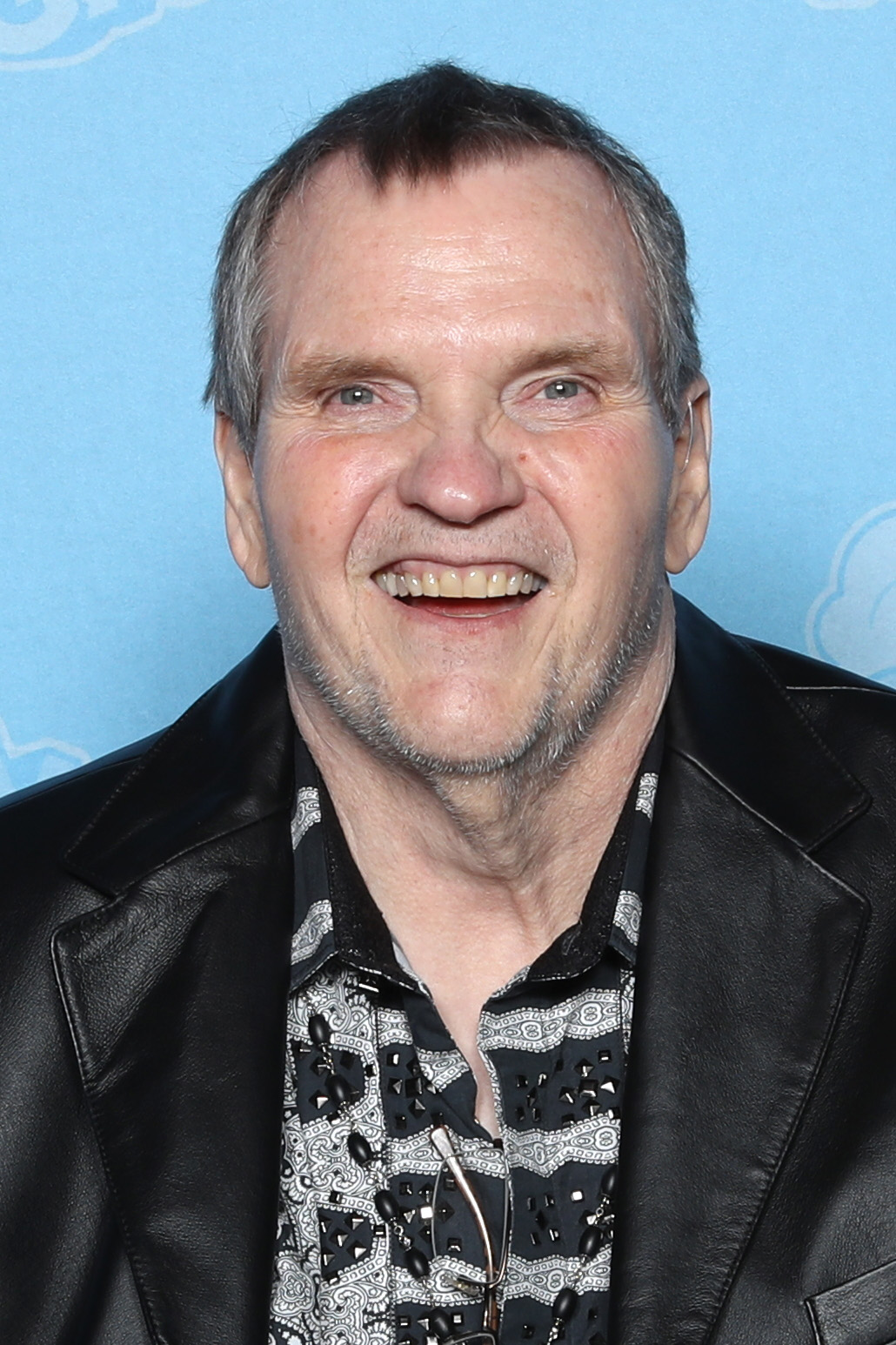
Meat Loaf in 2019

### スタジオ・アルバム
- Stoney & Meatloaf (1971年) ※with Shaun Murphy (Stoney)
- 『地獄のロック・ライダー』 - Bat Out of Hell (1977年)
- 『デッド・リンガー』 - Dead Ringer (1981年)
- 『真夜中の彷徨』 - Midnight at the Lost and Found (1983年)
- 『ロック・ライダーの悲劇』 - Bad Attitude (1984年)
- 『ブラインド・ビフォー・アイ・ストップ』 - Blind Before I Stop (1986年)
- 『地獄のロック・ライダーII〜地獄への帰還』 - Bat Out of Hell II: Back Into Hell (1993年)
- 『ウェルカム・トゥ・ザ・ネイバーフッド〜地獄からの脱出』 - Welcome to the Neighbourhood (1995年)
- Couldn't Have Said It Better (2003年)
- 『地獄のロック・ライダー3〜最後の聖戦!』 - Bat Out of Hell III: The Monster is Loose (2006年)
- Hang Cool Teddy Bear (2010年)
- 『地獄へのフリーフォール』 - Hell in a Handbasket (2011年)
- 『ブレイヴァー・ザン・ウィー・アー～勇者再誕～』 - Braver Than We Are (2016年)

### ライブ・アルバム
- 『ライヴ・アット・ウェンブリー』 - Live at Wembley (1987年)
- Live Around the World (1996年)
- VH1: Storytellers (1999年)
- Bat Out of Hell: Live with the Melbourne Symphony Orchestra (2004年)
- 3 Bats Live (2007年)
- Guilty Pleasure Tour - Live from Sydney, Australia (2012年)

## 俳優としての出演
- 『ステート・フェア』 - State Fair (1962年) クレジットなし
- 『ロッキー・ホラー・ショー』 - The Rocky Horror Picture Show (1975年)
- 『ローディー』 - Roadie (1980年)
- 『ランナウェイ/18才の標的』 - Out of Bounds (1986年)
- 『マンハッタンミステリー/ 消えた黒い箱』 - The Squeeze (1987年)
- 『モトラマ/5億ドルを狙え!』 - Motorama (1991年)
- 『ウェインズ・ワールド』 - Wayne's World (1992年)
- 『ベティ・ルーは犯罪者(クリミナル)?』 - The Gun in Betty Lou's Handbag (1992年)
- 『奇跡を呼ぶ男』 - Leap of Faith (1992年)
- 『スパイス・ザ・ムービー』 - Spice World (1997年)
- 『デッド・ロイヤル』 - Gunshy (1998年)
- 『ブラック・ドッグ』 - Black Dog (1998年)
- 『マイ・フレンド・メモリー』 - The Mighty (1998年)
- 『カットスロート・ハイウェイ』 - Outside Ozona (1998年)
- 『クレイジー・イン・アラバマ』 - Crazy in Alabama (1999年)
- 『ファイト・クラブ』 - Fight Club (1999年)
- 『黄金（きん）の谷のルーシー』 - The Ballad of Lucy Whipple (2001年) テレビ映画
- 『ラスベガス大火災』 - Trapped (2001年) テレビ映画
- 『フォーカス』 - Focus (2001年)
- 『ケミカル51』 - The 51st State (2001年)
- 『THE SALTON SEA ソルトン・シー』 - The Salton Sea (2002年)
- 『ルール3』 - WishCraft (2002年)
- 『マッド・ドッグ』 - Chasing Ghosts (2005年)
- 『ブラッドレイン』 - Blood Rayne (2005年)
- 『テネイシャスD 運命のピックをさがせ!』 - Tenacious D in The Pick of Destiny (2006年) クレジットなし
- 『市民ジェーン』 - Citizen Jane (2009年) テレビ映画
- 『バーニング・ブライト』 - Burning Bright (2010年) クレジットなし
- 『ビューティフル・ボーイ』 - Beautiful Boy (2010年)
- 『絶叫のオペラ座へようこそ』 - Stage Fright (2014年)
- 『ゴースト・ウォーズ』 - Ghost Wars (2017年 - 2018年) テレビドラマ